# Theresa Traore Dahlberg
Theresa Traore Dahlberg, född 31 januari 1983 i Värnamo, är en svensk konstnär och filmare
Theresa Traore Dahlberg är dotter till musikern Richard Seydou Traore från Burkina Faso. Hon växte upp i en familj som med några års mellanrum växlade bostadsort mellan Skogsby på Öland i Sverige och Ouagadougou i Burkina Faso.
Hon utbildade sig i ekonomi och statskunskap på Stockholms universitet, i experimentell film 2007–2008 på The New School i New York, 2008–2011 på Dramatiska Institutet i Stockholm och 2014–2017 i fri konst på Kungliga Konsthögskolan i Stockholm
Theresa Traore Dahlberg fick 2019 Beckers konstnärsstipendium. Traore Dahlberg blev Guldbaggenominerad för The Ambassadors’s wife som bland annat visades på internationella filmfestivaler,  bland annat Telluride, Toronto (TIFF), Leipzig, IDFA, Vision du reel, FESPACO och Clermont-Ferrand. Hennes filmer har också visats i konstsammanhang på stora konsthallar.

## Utbildning
- 2014–2017 MFA, Kungl. Konsthögskolan, Stockholm
- 2008–2011 BA, Stockholms dramatiska högskola, Stockholm
- 2007–2008 16 mm and experimental film production, The New School, New York

## Utställningar
2022 Solo Exhibition, (Upcoming November) Andréhn-Schiptjenko, Stockholm, Sweden.
2022 Group Exhibition, CAAM - Atlantic Center of Modern Art, Las Palmas de Gran Canaria, Las Palmas, Spain.
2022 Group Exhibition, Rock My Soul II, Curated by Isaac Julien, Stockholm, Sweden.
2022 Group Exhibition, Market Art Fair, Liljevalchs, Stockholm, Sweden.
2022 Group Exhibition, Maskinerna är igång, Havremagasinet, Boden, Sweden.
2021 Group Exhibition, Remixing the Future, Etnografiska museet, Stockholm, Sweden.
2021 Solo Exhibition, Växlingar, Kalmar Konstmuseum, Kalmar, Sweden.
2020 Svenska institutet / Institute Suédois, Paris
2019 CHART, Copenhagen
2019 Artists' Film International - Whitechapel Gallery / Bonniers Konsthall
2019 Solo exhibition, Höganäs Konsthall
2019 Solo Exhibition, Beckers stipendiatutställning, Färgfabriken, Stockholm
2019 Solo Exhibition, Musée national du Burkina Faso, Ouagadougou
2018 Group Exhibition, OFF Biennale Cairo, Kairo 
2018 Group Exhibition, If She Wanted I Would Have Been There Once Twice Or Again, Zeller van Almsick, Wien
2018 Group Exhibition, Andréhn-Schiptjenko, Stockholm
2018 OUFF collective, Botkyrka konsthall, Stockholm & Gagnef
2018 Group Exhibition, I’m fine, on my way home, Galleri Gerlesborg Bohuslän
2018 Screening Grassi Museum, Leipzig
2018 Screening Museum of African contemporary art, Marrakech
2018 Screening & artist talk, Columbia University, New York
2017 Group Exhibition, Stipendiater 2017 Anna-Lisa Thomson Till Minne, Uppsala konstmuseum, Uppsala
2017 Group Exhibition, Folkmusik 2.0, Kulturhuset, Stockholm
2017 Group Exhibition, I’m fine, on my way home, Mossutställningar, Stockholm
2017 Group Exhibition, Gone Fishing, Gävle konstcentrum, Gävle
2017 Group Exhibition, Show Me Your Archive and I Will Tell You Who is in Power, KIOSK, Gent
2017 MFA, Back to me, Kungl. Konsthögskolan, Tomteboda, Stockholm
2017 Solo Exhibition, System settings, Galleri Mejan, Stockholm
2015 Group Exhibition, Morgenröte aurora borealis and Levantin: into your solar plexus, Kunsthalle Bern, Bern

## Stipendier
- 2019 Beckers konstnärsstipendium
- 2018 Konstnärsnämnden stipendium
- 2018 Tempo filmfestival, Best short film
- 2018 Africlap Award
- 2018 Youth Award Beldocs, Belgrad
- 2017 Stockholmspriset
- 2017 Diakité och Sachs stipendium
- 2017 Stiftelsen Anna Lena Thomson Till Minne
- 2017 Konstakademien stipendium
- 2017 Fredrika Bremer Stipendium
- 2017 Ouaga Girls, Prix du CREDIF pour la création cinématographique feminine, JCC Carthage Film

## Festival
Berlin Critics’ Week, Germany.
Clermont-Ferrand, France.
FESPACO, Ouagadougou, Burkina Faso.
Göteborg filmfestival, Sweden.
International Documentary Film Festival Amsterdam, The Netherlands.
JCC 2017 Carthage Film Festival (Winner of Prix du CREDIF).
Leipzig, Germany.
Telluride, USA.
TEMPO, Sweden.
TIFF, Toronto, Canada.
Visons du Réel, Nyon, Switzerland.
ZagrebDox, Croatia.

## Filmografi i urval
- Microcement, Director, producer, editor. Öland, Sweden, 2021.

- The Ambassador´s Wife, dokumentär, 16 minuter, 2018

- Ouaga Girls, långfilmsdokumentär från Burkina Faso, 1 timme och 22 minuter, 2017
- Taxi Sister, dokumentärfilm från Senegal, 28 minuter, 2010